# Веррієр-ан-Анжу
Веррієр-ан-Анжу (фр. Verrières-en-Anjou) — муніципалітет у Франції, у регіоні Пеї-де-ла-Луар, департамент Мен і Луара. Веррієр-ан-Анжу утворено 1 січня 2016 року шляхом злиття муніципалітетів Пеллуай-ле-Вінь i Сен-Сільвен-д'Анжу. Адміністративним центром муніципалітету є Сен-Сільвен-д'Анжу. Населення — 7775 осіб (01.01.2021).